# Eutaxia cuneata
Eutaxia cuneata är en ärtväxtart som beskrevs av Meissner. Eutaxia cuneata ingår i släktet Eutaxia och familjen ärtväxter. Inga underarter finns listade i Catalogue of Life.